# Bell, Rhein-Hunsrück
Bell là một xã thuộc huyện Rhein-Hunsrück bang Rheinland-Pfalz, phía tây nước Đức. Xã Bell, Rhein-Hunsrück có diện tích 23,53 km², dân số thời điểm ngày 31 tháng 12 năm 2006 là 1542 người.